# (24665) Tolerantia
(24665) Tolerantia ist ein Asteroid des Hauptgürtels, der am 8. September 1988 vom deutschen Astronomen Freimut Börngen an der Thüringer Landessternwarte Tautenburg (IAU-Code 033) in Thüringen entdeckt wurde.
Der Asteroid ist nach dem lateinischen Wort für den Begriff Toleranz benannt.